# Wurmbea murchisoniana
Wurmbea murchisoniana är en tidlöseväxtart som beskrevs av Terry Desmond Macfarlane. Wurmbea murchisoniana ingår i släktet Wurmbea och familjen tidlöseväxter. Inga underarter finns listade i Catalogue of Life.